# Piti

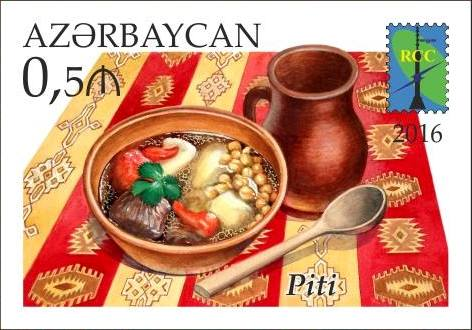

Piti is een soep uit de Kaukasische, Turkse en Centraal-Aziatische keuken. De soep wordt bereid in de oven en daarna in aarden potten opgediend.
De soep wordt gemaakt met lams- en schapenvlees en diverse groenten (tomaten, aardappelen, kikkererwten). Aan het water wordt saffraan toegevoegd voor de smaak en de kleur en alles wordt gekookt in een afgesloten pot. Piti wordt geserveerd in de aarden pot, meestal vergezeld van een extra bord zodat het vlees uit de soep kan gehaald worden en apart gegeten.
Piti is vooral populair in Azerbeidzjaanse keuken, de Iraanse keuken (waar het meestal dizi of abgusht  wordt genoemd), de Tadzjiekse keuken en de Armeense keuken (waar het putuk (պուտուկ) wordt genoemd).